# Kalînivka, Kovel
Kalînivka (în ucraineană Калинівка) este un sat în așezarea urbană Liublîneț din raionul Kovel, regiunea Volînia, Ucraina.

## Demografie
Componența lingvistică a localității Kalînivka
     Ucraineană (100%)
Conform recensământului din 2001, toată populația localității Kalînivka era vorbitoare de ucraineană (100%).